# جون كار (سياسي)
جون كار (بالإنجليزية: John Carr)‏ هو نقابي وسياسي بريطاني وأسترالي (وحمل سابقاً جنسية المملكة المتحدة لبريطانيا العظمى وأيرلندا)، ولد في 15 يوليو 1871، وتوفي في 6 يونيو 1929. حزبياً، نشط في حزب العمال الأسترالي (فرع جنوب أستراليا) ‏. وقد انتخب عضو مجلس جنوب أستراليا التشريعي عن دائرة Central District No. 1 (South Australian Legislative Council) ‏ وقد انضم خلال فترته النيابية (12 مارس 1915 – 6 يونيو 1929)  للكتلة البرلمانية حزب العمال الأسترالي (فرع جنوب أستراليا) ‏.